# TELE Groenland
 (décembre 2014).
Si vous disposez d'ouvrages ou d'articles de référence ou si vous connaissez des sites web de qualité traitant du thème abordé ici, merci de compléter l'article en donnant les références utiles à sa vérifiabilité et en les liant à la section « Notes et références ».

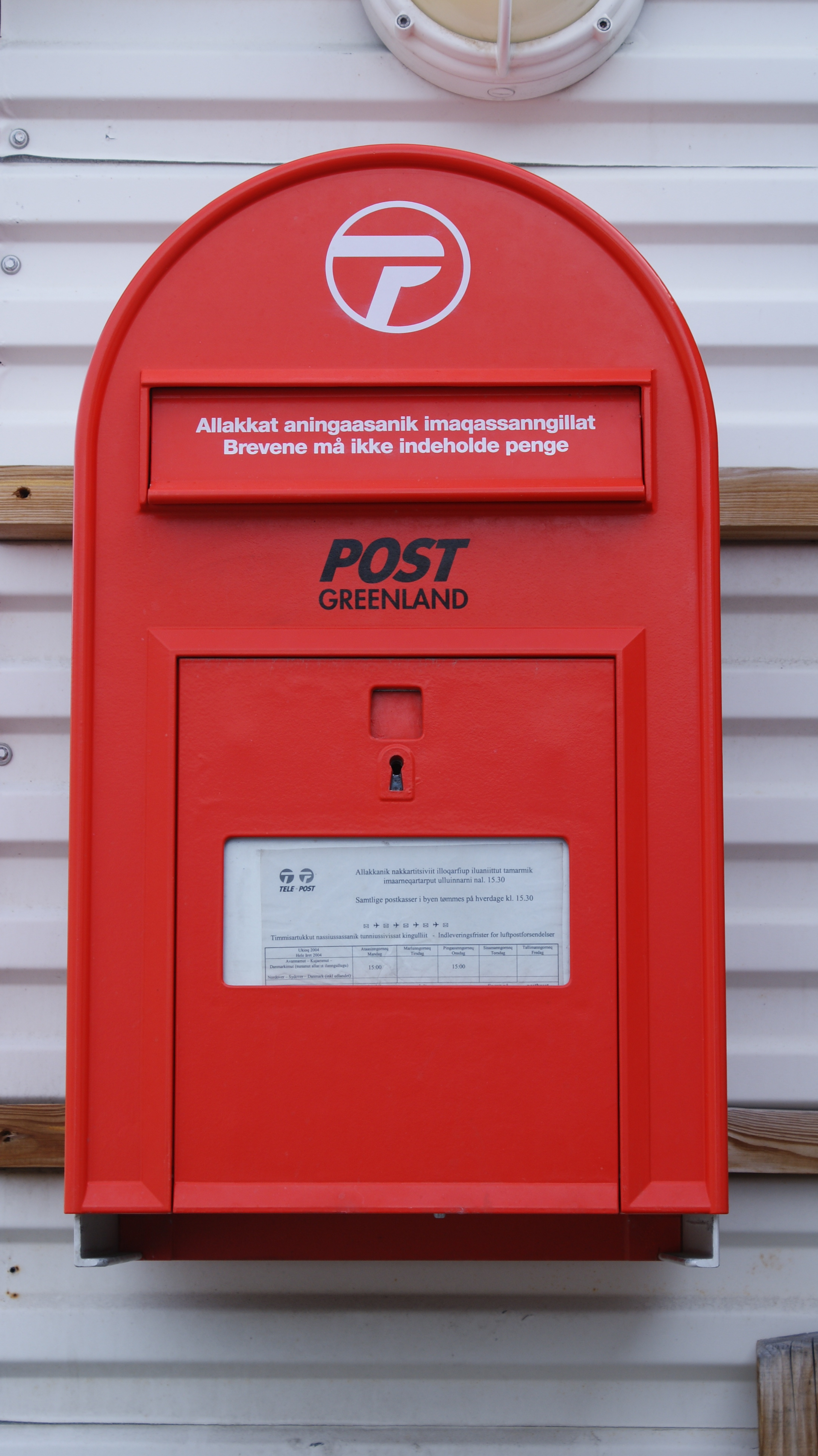
Une boite aux lettres rouge du Groenland.

TELE Groenland est la principale société de télécommunications et le prestataire postal du Groenland. Son siège est à Nuuk. 

## Organisation
Cette société est divisée en trois unités d'affaires :
- TELE organise les activités de télécommunications du Groenland selon une concession accordée par le Greenland Home Rule. Cette division gère les activités téléphoniques fixes et mobiles du pays.
- POST exécute le service postal du Groenland conformément aux règlements parlementaires sur les services postaux.
- Le Service de la radio côtière gère les communications de sécurité et d'urgence maritimes, ainsi que les communications commerciales pour l'expédition.

TELE-POST est le nom collectif pour les trois unités d'affaires.
TELE Groenland possède une filiale : TELE Greenland International A/S qui fournit des services pour l'opérateur de télécommunications, y compris des services VSAT, la maintenance des équipements pour les clients et le téléhousing ainsi que les opérations du Groenland Connect.

## Sièges
Ses activités sont basées à Nuuk, au Groenland et entre autres sites, il dispose de plateformes à Copenhague au Danemark Teleport, à Milton au Canada et à Landarjarsandur en Islande. De ces sites, TELE Groenland exploite et gère tout le trafic à destination et en provenance du Groenland. 
TELE Groenland gère pour le Groenland le code numérique des systèmes de gestion de documents et de solutions de communication via internet : .GL.

## Histoire
TELE Groenland AS a été créée en 1997, par la fusion de TELE Greenland et Kalaallit Allakkeriviat (Groenland Postal Service). Après la fusion, Kalaallit Allakkeriviat est devenu une unité d'affaires et a été rebaptisé du nom de « Groenland POST ». La désignation commune « TELE-POST » pour les affaires est devenue le nom d'usage.